# Парталоа
Парталоа (ісп. Partaloa) — муніципалітет в Іспанії, у складі автономної спільноти Андалусія, у провінції Альмерія. Населення — 898 осіб (2010).
Муніципалітет розташований на відстані близько 360 км на південь від Мадрида, 65 км на північ від Альмерії.
На території муніципалітету розташовані такі населені пункти: (дані про населення за 2010 рік)
- Ель-Серрогордо: 120 осіб
- Парталоа: 398 осіб
- Ла-П'єдра-Амарілья: 380 осіб

## Демографія
Динаміка населення (INE ):